# Anne-Sophie Bion
Pour les articles homonymes, voir Bion.
Anne-Sophie Bion est une monteuse française.
Elle est notamment connue pour son travail sur le film The Artist de Michel Hazanavicius pour lequel elle a été nommée pour le César, le BAFTA et l'Oscar du meilleur montage. C'était alors seulement son deuxième long métrage comme monteuse, après La Nouvelle Guerre des boutons de Christophe Barratier. Elle a à nouveau été nommée aux César pour En corps de Cédric Klapisch. Elle est devenue une collaboratrice régulière de Michel Hazanavicius et Cédric Klapisch.
Elle a étudié au BTS audiovisuel du Lycée René Cassin à Bayonne entre 2001 et 2003 en option montage.

## Filmographie
Sauf indication contraire, les informations mentionnées dans cette section peuvent être confirmées par les bases de données cinématographiques IMDb et Allociné,  présentes dans la section « Liens externes ».

### Monteuse
- 2010 : Women Are Heroes (documentaire) de JR - monteuse associée
- 2011 : La Nouvelle Guerre des boutons de Christophe Barratier
- 2011 : The Artist de Michel Hazanavicius
- 2012 : Stars 80 de Frédéric Forestier et Thomas Langmann
- 2013 : Casse-tête chinois de Cédric Klapisch
- 2014 : The Search de Michel Hazanavicius
- 2017 : Le Redoutable de Michel Hazanavicius
- 2017 : Ce qui nous lie de Cédric Klapisch
- 2018 : Frères ennemis de David Oelhoffen
- 2019 : Le Colosse aux pieds d'argile (court métrage) de Thierry Joubert
- 2020 : Le Prince oublié de Michel Hazanavicius
- 2021 : Rosy (documentaire) de Marine Barnérias
- 2022 : Juste ciel ! de Laurent Tirard
- 2022 : En corps de Cédric Klapisch
- 2022 : Tell It Like a Woman (film collectif)
- 2023 : Salade grecque (série télévisée), 4 épisodes
- 2024 : La Famille Hennedricks de Laurence Arné
- 2025 : La Venue de l'avenir de Cédric Klapisch

### Assistante monteuse
- 2006 : Zidane, un portrait du XXIe siècle (documentaire) de Douglas Gordon - assistante additionnelle
- 2008 : L'Instinct de mort de Jean-François Richet - première assistante
- 2008 : L'Ennemi public n° 1 de Jean-François Richet - première assistante
- 2009 : Micmacs à tire-larigot de Jean-Pierre Jeunet - première assistante
- 2010 : Elle s'appelait Sarah de Gilles Paquet-Brenner - assistante
- 2011 : Derrière les murs de Pascal Sid et Julien Lacombe - première assistante

### Scénariste
- 2021 : Rosy (documentaire) de Marine Barnérias

## Distinctions
Sauf indication contraire, les informations mentionnées dans cette section peuvent être confirmées par les bases de données cinématographiques IMDb et Allociné,  présentes dans la section « Liens externes ».

### Récompenses
- Phoenix Film Critics Society Awards 2011 : meilleur montage pour The Artist
- American Cinema Editors 2011 : meilleur montage pour The Artist

### Nominations
- César 2012 : meilleur montage pour The Artist
- Critics Choice Awards 2012 : meilleur montage pour The Artist
- Oscars 2012 : meilleur montage pour The Artist
- BAFTA 2012 : meilleur montage pour The Artist
- César 2023 : meilleur montage pour En corps